# Leonardo Duque
Leonardo Fabio Duque (født 10. april 1980) er en colombiansk tidligere professionel cykelrytter.